# Уорралл, Фред
Фред Уо́рралл (англ. Fred Worrall; 8 сентября 1910, Уоррингтон — 13 апреля 1979, там же) — английский футболист, правый крайний нападающий. Наиболее известен по выступлениям за клубы «Олдем Атлетик» и «Портсмут», а также за сборную Англии.

## Клубная карьера
Уроженец Уоррингтон  (на тот момент — графство Ланкашир), Фред Уорралл начал футбольную карьеру в молодёжных командах клубов «Уиттон Альбион» и «Нантуич». 8 ноября 1928 года стал игроком клуба «Болтон Уондерерс», заплатившим «Нантуичу» 250 фунтов стерлингов за его переход, что считалось «внушительной суммой». Однако из-за нарушения трансферного правила № 38 (клуб не может платить деньги за переход любителя) в декабре его переход в «Болтон Уондерерс» был аннулирован, клуб получил штраф в размере 50 фунтов, «Нантуич» также был оштрафован на 20 фунтов. «Болтону» также навсегда запретили регистрировать Уорралла. В декабре того же года Уорралл стал игроком клуба «Олдем Атлетик». Выступал за команду до октября 1931 года, сыграв 105 матчей и забив 21 гол в лиге.
29 октября 1931 года перешёл в «Портсмут» за 3000 фунтов стерлингов. Выступал за клуб до 1945 года, сыграв 313 матчей и забив 68 голов в лиге. Помог команде дважды дойти до финала Кубка Англии, проиграв «Манчестер Сити» в 1934 году и выиграв у «Вулверхэмптон Уондерерс» в 1939 году.
После начала войны Уорралл вернулся в «Олдем Атлетик», выступая за клуб в качестве гостя в военных лигах. В сезоне 1939/40 он сыграл за команду 18 игр и забил 7 голов, в сезоне 1940/41 — 27 игр и 9 голов, в сезоне 1941/42 — 25 игр и 9 голов, в сезоне 1942/43 — 21 игру и 10 голов, в сезоне 1943/44 — 24 игры и 5 голов, в сезоне 1944/45 — 24 игры и 9 голов.
С марта по май 1945 года сыграл 8 матчей и забил 5 голов в военных турнирах за «Блэкпул» в качестве гостя. В том же в 1945 году сыграл 7 матчей и забил 2 гола в Военной лиге за «Манчестер Юнайтед». Также в военное время играл за «Портсмут» в военных турнирах (сезон 1939/40 — 3 игры, 2 гола, сезон 1941/42 — 1 игра, сезон 1945/46 — 7 игр, 3 гола) и выступал за футбольную сборную пожарной службы (Fire Service) с 1942 по 1945 год.
Весной 1946 года перешёл в клуб «Кру Александра», сыграв за него 7 матчей и забил 1 гол в лиге. В сентябре 1946 года присоединился к клубу «Стокпорт Каунти», но в лиге за клуб не сыграл. В марте 1947 года представлял команду Королевских ВВС (RAF).
После завершения карьеры игрока был тренером и ассистентом тренера в футбольном клубе «Честер», главным тренером футбольного клуба «Стоктон Хит» и тренером регбилиг-клуба «Уоррингтон».

## Карьера в сборной
18 мая 1935 года дебютировал за сборную Англии в матче против сборной Нидерландов, забив единственный гол в той игре. 18 ноября 1936 года провёл свой второй и финальный матч за сборную Англии в рамках Домашнего чемпионата против сборной Ирландии, также отметившись забитым мячом.

### Список матчей за сборную Англии
| № | Дата           | Стадион                          | Соперник   | Результат | Голы Уорралла | Турнир                                      |
| - | -------------- | -------------------------------- | ---------- | --------- | ------------- | ------------------------------------------- |
| 1 | 18 мая 1935    | «Олимпийский», Амстердам         | Нидерланды | 1:0       | 46′           | Товарищеский матч                           |
| 2 | 18 ноября 1936 | «Виктория Граунд», Сток-он-Трент | Ирландия   | 3:1       | 75′           | Домашний чемпионат Великобритании 1936/1937 |

Итого: 2 матча / 2 гола; 2 победы, 0 ничьих, 0 поражений

## Достижения
Портсмут
- Обладатель Кубка Англии: 1939
- Финалист Кубка Англии: 1934

## Личная жизнь
Был женат на Мэри Ноулз (1910—1940).
Уорралл был очень суеверным и брал с собой на поле «счастливые талисманы». Сайт BBC Sport описал его как «возможно, самого суеверного игрока, который когда-либо жил». Так, на финальный матч Кубка Англии 1939 года он положил в свой карман маленькую подкову, в бутсу — «счастливую» монетку в шесть пенсов, в каждый носок — веточку белого вереска, и привязал фигурку маленького белого слона к своей подвязке. Также он помогал надевать «счастливые» гетры (тканевые накладки на обувь, популярные в то время) главному тренеру «Портсмута» Джеку Тинну перед каждой игрой.